# Fritz Franz
Fritz Franz (* vor 1892 in Fürth; † nach 1919) war ein deutscher Sportler. Er wurde 1919 deutscher Meister im 1500-Meter-Lauf.
Fritz Franz spielte zunächst bei der seit 1903 aufstrebenden SpVgg Fürth Fußball und begleitete sie auf dem Weg zur Spitzenmannschaft. Seine jüngeren Brüder Karl und Andreas wurden beide später mit Fürth Deutscher Fußballmeister, während Fritz ab 1907 in der Leichtathletikabteilung der SpVgg aktiv war.
Franz wurde 1919 bei den Deutschen Leichtathletik-Meisterschaften 1919 in Nürnberg, mit einer Zeit von 4:22 Minuten, Sieger über 1500 Meter und ist damit der einzige Sportler der SpVgg Fürth, der als Leichtathlet den Titel errang.